# Грішниця (фільм, 1962)
Грі́шниця (рос. Грешница) — радянський художній фільм 1962 року, знятий на кіностудії «Мосфільм».

## Сюжет
За мотивами однойменної повісті М. Євдокимова. Ксенія (Ія Саввіна) виросла в релігійній сім'ї. У неї не було близьких подруг і друзів, правила секти забороняли їй вчитися в школі, співати пісні, ходити в кіно, читати книги. Але Ксенія не почувалася нещасною. Вона схвильовано очікувала нареченого, «посланого їй Богом». Михайло приїхав з Сибіру. Він полюбив Ксенію, але жалюгідний, безвольний, він не міг їй сподобатися. Несподівано до дівчини прийшло справжнє кохання. Олексій, шофер з сусіднього села, веселий хлопець, приніс у життя Ксенії страшне усвідомлення гріха і незнайому їй радість. Ксенія працювала, молилася, їздила в місто на збори громади, а серце було повне новим почуттям. Вона водила Олексія по заповітних своїх стежках у лісі, слухала його розповіді про Москву, про незнайоме мирське життя, але й намагалася переконати хлопця в істинності своєї віри. Як страшне нещастя обрушилося на Ксенію лицемірне пророцтво божевільної Єфросинії. І Ксенія покірно прийняла покарання за своє грішне кохання. Громада змусила її вийти заміж за Михайла. Але вона не знайшла спокою, не могла врятуватися від почуття до Олексія. Михайла вона до себе не допустила. Вона тікає з рідного дому вночі, не помічаючи холоду, не витираючи сліз… Один з багатьох антирелігійних фільмів, створених на початку шістдесятих років, які знаменуються не тільки часом «хрущовської відлиги», але й новою хвилею репресій стосовно Церкви.

## У ролях
- Ія Саввіна — Ксенія
- Микола Довженко — Олексій
- Олександра Панова — мати Ксенії
- Данило Ільченко — Афанасій Сергійович, батько Ксенії
- Костянтин Желдін — Михайло
- Віктор Чекмарьов — брат Василь
- Ольга Маркіна — Єфросинія
- Антоніна Богданова — тітка Дуня, мати Олексія
- Алевтина Румянцева — Зіна
- Ніна Бєлобородова — Валя
- Володимир Заманський — Іван Пилипович, голова
- Володимир Висоцький — кореспондент
- Олена Вольська — Поліна
- Олександра Денисова — сектантка
- Юрій Мартинов — шофер
- Олена Муратова — доярка
- Олена Орлова — Люба
- Іван Соловйов — Федір
- Микола Сморчков — Петька
- Юлія Цоглін — доярка
- Олександр Лебедєв — шофер
- Олег Штода — епізод

## Знімальна група
- Режисери — Федір Філіппов, Гавриїл Єгіазаров
- Сценарист — Микола Євдокимов
- Оператор — Гавриїл Єгіазаров
- Композитор — Володимир Бунін
- Художник — Стален Волков